# Oberndorf (Westerwald)
Obe(r)ndorf(f) ist eine Wüstung im Westerwald zwischen Seck und Waldmühlen. Der Ort war vermutlich im 15. Jahrhundert schon nicht mehr bewohnt.

## Geographische Lage
Oberndorf lag etwa 600 m westlich von Seck, zwischen dem Holzbach und der heutigen L300, die die Dörfer Seck und Waldmühlen verbindet.

## Name
Der älteste Beleg „Owersecke“ weist auf den Ortsnamen „Seck“ hin, möglicherweise verstanden als „oberhalb von Seck“. Dafür spricht, dass die Endung „-dorf“ für den Ort erst später belegt ist: „Overindorf“ (1330),  „Oberdorff“ (1483/1484, teils auch „Oberndorf“).
Ab dem 16. Jahrhundert findet sich der Name nur noch als Flurname: 1510 als „Oberndorff“, 1531 als „Oberndorf“, 1605 als „Oberndorff“ und 1688 als „Obendorff“.

## Geschichte
Um 1330 besaß das Kloster Seligenstatt in Oberndorf mehrere Güter.
Im 15. Jahrhundert war Oberndorf vermutlich bereits nicht mehr bewohnt, da die beiden Gülten an das Kloster bereits von Einwohnern zu Seck gezahlt wurden. Die letzte Erwähnung findet sich im Jahr 1688.

## Heutige Spuren
An die Wüstung erinnert heute nur noch die Flurbezeichnung „Im Oberndorf“.